# Ikla
Ikla est un village estonien situé dans la commune d'Häädemeeste et le comté de Pärnu.

## Géographie
Le village est situé à l'extrémité sud-ouest du pays, le long du littoral du golfe de Riga, près de la frontière avec la Lettonie, à 200 km au sud de Tallinn.